# Amerikanska barbetter
Amerikanska barbetter (Capitonidae) är en familj i ordningen hackspettartade fåglar med ett 15-tal arter som delas upp i två släkten och som förekommer i Central- och Sydamerika. 

## Systematik
Tidigare fördes även asiatiska barbetter och afrikanska barbetter till familjen, men efter DNA-studier som visar att de sydamerikanska barbetterna egentligen står närmare tukanerna än de övriga kategoriseras numera båda som självständiga familjer, Megalaimidae respektive Lybiidae. Inom den klassiska systematiken placeras även gruppen tukanbarbetter (Semnornithidae) till familjen men nyare studier har påvisat att den familjen är systergrupp till tukaner (Ramphastidae). Vissa auktoriteter tolkar dessa resultat dock snarare så att alla barbetter, inklusive tukanbarbetterna, bör föras till familjen tukaner.
Familjen Capitonidae delas numera upp i två släkten med sammanlagt 15 arter:
- Släkte Eubucco
  - Gulstrupig barbett (Eubucco richardsoni)
  - Scharlakanshuvad barbett (Eubucco tucinkae)
  - Rödhuvad barbett (Eubucco bourcierii)
  - Brokbarbett (Eubucco versicolor)

- Släkte Capito
  - Scharlakanskronad barbett (Capito aurovirens)
  - Svartbandad barbett (Capito dayi)
  - Fläckkronad barbett (Capito maculicoronatus)
  - Orangepannad barbett (Capito squamatus)
  - Vitmantlad barbett (Capito hypoleucus)
  - Rödbandad barbett (Capito wallacei)
  - Sirabarbett (Capito fitzpatricki)
  - Femfärgad barbett (Capito quinticolor)
  - Amazonbarbett (Capito brunneipectus)
  - Svartfläckig barbett (Capito niger)
  - Gyllenbarbett (Capito auratus)

## Utseende
Arterna inom familjen når en kroppslängd av 15 till 20 centimeter. Många arter har en färgglad fjäderdräkt och hos flertalet förekommer ingen könsdimorfism. Juvenilernas fjäderdräkt är i början inte lika färggrann som hos adulta.

## Ekologi
Födan utgörs av insekter, men även ägg och fågelungar av andra arter samt frukt. De lever vanligen i monogama par. Bara vid särskilt bra tillgång på föda samlas de i större flockar, exempelvis vid stora träd med mycket frukt.
En del arter häckar vid särskilda perioder medan andra kan lägga ägg året om. Liksom alla andra hackspettartade fåglar bygger de bon i håligheter. Till det jämförelsevis stora bohålet bygger de en lång gång. Utöver häckning används boet även till sovplatser. Honan lägger två till fem vita ägg. De nykläckta ungarna är nakna och blinda och stannar i boet tills det är flygga efter fyra till fem veckor.